# Кравченко Микола Сергійович
Мико́ла Сергі́йович Кра́вченко (20 травня 1983 року, м. Люботин, Харківська область — 14 березня 2022, с. Горенка, Бучанський район, Київська область) — український громадський і політичний діяч, історик, ідеолог Азовського руху, один із засновників Харківської ГО «Патріот України», начальник штабу партизанського загону «Чорний Корпус», ветеран полку «Азов», заступник голови партії Національний Корпус, ветеран російсько-української війни, один з засновників Козацького Дому, прихильник і популяризатор ідей націократії та інтермаріуму, співзасновник видавництва «Орієнтир», вікіпедист і вікімедієць.

## Життєпис
Народився 20 травня 1983 року у Люботині Харківської області. Батько — Кравченко Сергій Григорович, український науковець, доктор архітектури, військовик, учасник російсько-української війни, загинув у ході російського вторгнення в Україну за два тижні до загибелі сина.
У 2005 році закінчив Харківський університет внутрішніх справ, здобувши кваліфікаційний рівень «спеціаліст» за фахом «фінанси», а у 2006 році також за фахом «правознавство» на іншому факультеті того ж університету.
У 2009 році закінчив магістратуру Харківського регіонального інституту Національної академії державного управління при Президентові України, У 2013 році закінчив аспірантуру Інституту української археографії і джерелознавства ім. Грушевського НАН України.
Від початку широкомасштабного російського вторгнення займався організацією київської територіальної оборони, зокрема, відповідав за будівництво західної лінії оборони Києва.
Загинув 14 березня 2022 року, разом з колегою Сергієм Машовцем, під час супроводу іноземних журналістів у селі Горенка Бучанського району Київської області, внаслідок ворожого обстрілу з БМ-21 «Град».
Військово-революційний діяч
Кравченко був членом громадської організації «Патріот України» з 2005 року, один із її офіційних співзасновників. У 2012—2013 роках перебував у підпіллі. Взимку 2013—2014 років  брав участь у Революції Гідності і подіях на київському майдані Незалежності.
З кінця лютого 2014 року діяв в Харкові. В ніч з 28 лютого на 1 березня 2014 року брав участь у штурмі клубу «Оплот», що на той час був головним штабом проросійських сепаратистів в Харкові. 1 березня 2014 року брав участь у обороні Харківської облдержадміністрації, очолив «Правий сектор» у Харкові, за рекомендацією командира «Правий Сектор-Схід» Андрія Білецького. В ніч з 14 на 15 березня 2014 року брав участь у бою на вулиці Римарській в Харкові, де проросійські сепаратисти вперше отримали втрати загиблими. З легалізацією «Чорного Корпусу» і перетворенням його на добровольчий батальйон «Азов», став начальником кадрової служби батальйону.

### Громадсько-політичний активіст
Після обрання Андрія Білецького Народним депутатом в листопаді 2014 року, Микола Кравченко працював його помічником. Став одним із засновників Цивільного корпусу «Азов», також з 2016 по 2018 рік був керівником Юнацького корпусу «Азов». Співзасновник Національного Корпусу, політичної партії, заснованої на базі Цивільного Корпусу «Азов»; є заступником Лідера Національного Корпусу Андрія Білецького.
У травні 2016 року заснував громадську організацію «Азов-Пресс», котра згодом змінила назву на «Національний кореспондент».
20 листопада 2017 року брав участь у відкритті Хорунжої школи ім. Сціборського.

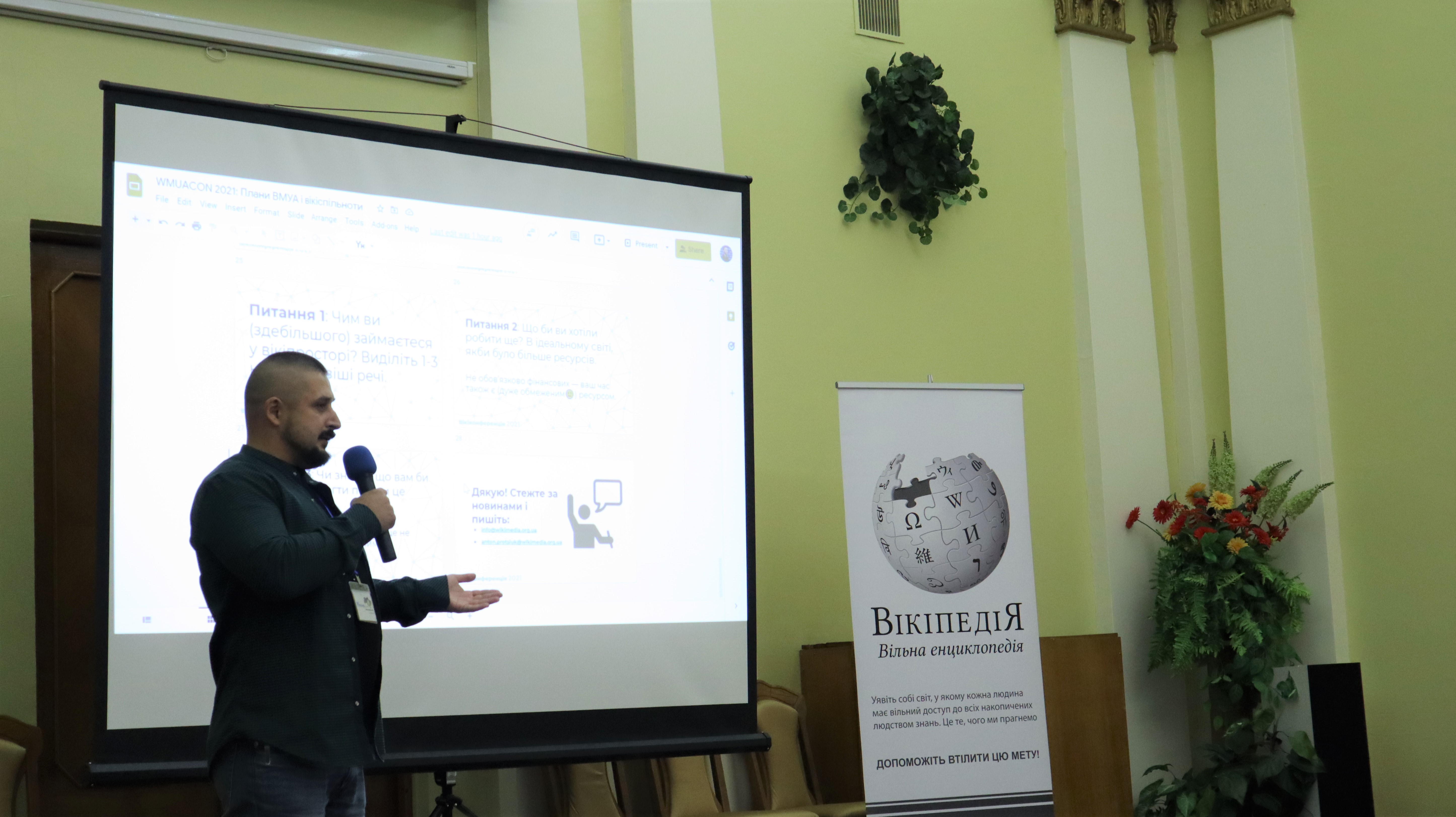
Микола Кравченко на Вікіконференції 2021 у Києві

Долучився до розробки законопроєкту «Про колабораціонізм», зареєстрованого у Верховній Раді України
У 2019 році став співзасновником і з того часу був директором ГО «Інститут національного розвитку». Входив до складу журі заснованої інститутом відзнаки «Вікімеч» імені Олега «Raider» Ковалишина, що вручалася «за внесок у майбутню Перемогу України в інформаційній війні» і була створена для відзначення активістів, які впродовж багатьох років редагують Вікіпедію.

### Науковець
Досліджував історію та ідеологію українського націоналізму, новітню історію України. Кандидат історичних наук, у 2017 році захистив кандидатську дисертацію за темою «Діяльність українських націоналістичних політичних рухів кінця 1980-х — початку 2000-х рр. у мемуарних джерелах».

### Діяльність у культурі та освіті
Є співзасновником видавництва «Орієнтир» — першого видавництва, заснованого ветеранами російсько-української війни.
У 2020 році став співзасновником та членом журі літературного конкурсу ім. А.Лупиноса.

## Вшанування пам'яті
1 травня 2023 року у місті Ізюм вулицю Трофімова перейменували на вулицю Миколи Кравченка.
26 квітня 2024 року у місті Харків вулицю Фонвізіна перейменували на вулицю Миколи Кравченка.
29 серпня 2024 року Київська міська рада перейменувала вулицю Нахімова на вулицю Миколи Кравченка.

## Праці
- Ідеологічна спадкоємність. Український націоналістичний рух II половини XX століття: іст. дослідж. / Микола Кравченко. — Київ: Домінант: Орієнтир, 2016. — 48 с. — 300 прим. — ISBN 978-966-2610-80-2[29]
- Українська аргонавтика: іст. дослідж. / Микола Кравченко. — Мена: Домінант: Орієнтир, 2016. — 115 с. — Бібліогр.: с. 110—115. — 500 прим. — ISBN 978-966-2610-69-7[30]
- Придністровська кампанія УНСО іст. дослідж. / Микола Кравченко. — Київ: Домінант: Орієнтир, 2017. — 36 с. — 300 прим.
- Чеченська кампанія УНСО: іст. дослідж. / Микола Кравченко. — Київ: Домінант: Орієнтир, 2017. — 34 с. — 300 прим.
- Українські добровольці Грузинської громадянської війни: іст. дослідж. / Микола Кравченко. — Київ: Домінант: Орієнтир, 2017 — 46 с. — 300 прим.
- Вільне Козацтво 1917—1918: іст. дослідж. / Микола Кравченко. — Київ: Домінант: Орієнтир, 2017. — 34 с. — 300 прим.
- Микола Кравченко, Андрій Перетятько. Чорний Клин. — Київ: RAINSHOUSE, 2023
- Nотатки Крука. — Київ: RAINSHOUSE, 2023
- Путівник Крука. — Київ: RAINSHOUSE, 2024 — 224 с.
- База Nаціоналізму. — Київ: RAINSHOUSE, 2025 — 136 с.

### Упорядкував праці
- Широкинська операція [Текст]: іст. дослідж. / Упор. Микола Кравченко. — Київ: Орієнтир, 2021—200 с. : іл., фото. — 300 прим. — ISBN 978-617-7701-23-0[31]
- Визволення Маріуполя = Liberation of Mariupol: фотозб. військ. мемуаристики: [полк «Азов» / упоряд. М. Кравченко]. — Київ: Орієнтир, 2018. — 131 с. : іл. — (Серія «Азовські спогади»). — 500 прим. — ISBN 978-617-7701-00-1[32]
- День Провокатора [Текст]: іст. дослідж. / Упор. Микола Кравченко. — Київ — Мена: Домінант: Орієнтир, 2016. — 64 с. : іл., фото. — 100 прим. — ISBN 978-966-6108-84-0[33]
- Колектив авторів, упор. Кравченко, Микола. Фундамент українського націоналізму [Текст]: ідеологія і політологія. — Київ: Домінант: Орієнтир, 2017. — 264 с. іл., фото. — 400 прим. ISBN 978-966-2610-81-9[34]

### Редагував
- Коваль, Данило Андрійович. Історія Українського Криму [Текст]: іст. розвідка / Данило Коваль ; [за ред. О. Однороженко, М. Кравченко, М. Мельник]. — Мена: Домінант, 2016. — 66 с. — (Бібліотека Цивільного корпусу «Азов»). — Бібліогр.: с. 63-66. — 500 прим. — ISBN 978-966-2610-65-9
- Nаціоналістичний Ідеологічний Журнал [Текст]: збірка статей. / Упор. Микола Кравченко. — Київ: Орієнтир, 2020. — 76 с. : іл., фото. — 300 прим. — ISBN 978-617-7701-21-6[35]
- Nаціоналістичний Ідеологічний Журнал. Випуск II [Текст]: збірка статей. / Упор. Микола Кравченко. — Київ: Орієнтир, 2021. — 102 с. — 300 прим. — ISBN 978-617-7701-12-4